# Немдеж (приток Ярани)
Немдеж — река в России, протекает по Тужинскому району Кировской области. Устье реки находится в 18 км по левому берегу реки Ярань. Длина реки составляет 64 км, площадь водосборного бассейна 468 км². В 31 км от устья по левому берегу принимает реку Маслинка.
Исток реки на Вятском Увале в лесах близ границы с Нижегородской областью в 30 км к юго-западу от посёлка Тужа. Рядом с истоком Немдежа расположены истоки нескольких небольших рек, притоков Большой Кокшаги — здесь проходит водораздел бассейнов Большой Кокшаги и Вятки. Река течёт на северо-восток, русло сильно извилистое. Река собирает воду большого числа небольших притоков: Лакина, Маслинка, Шаринга (левые); Тунгаринка, Аксёновка, Чувашка, Муржа, Пошенерка, Коженерка, Ныр (правые). На реке стоит несколько деревень, крупнейшие из которых Малиничи, Масленская, Евсино. Впадает в Ярань выше села Пачи. Высота устья — 84,4 м над уровнем моря.

## Данные водного реестра
По данным государственного водного реестра России относится к Камскому бассейновому округу, водохозяйственный участок реки — Вятка от города Котельнич до водомерного поста посёлка городского типа Аркуль, речной подбассейн реки — Вятка. Речной бассейн реки — Кама.
Код объекта в государственном водном реестре — 10010300412111100037082.